# Ad Infinitum
Ad Infinitum — швейцарсько-німецький симфо-метал гурт з Монтре, створений у 2018 році. Ad Infinitum починався як сольний проєкт швейцарської співачки Меліси Бонні. Згодом проєкт перетворився на повний гурт, до складу якого увійшли Меліса Бонні, Ніклас Мюллер, Джонас Асплінд та Адріан Тесенвіц. У липні 2019 року гурт підписав угоду з лейблом Napalm Records. У квітні 2020 року гурт випустив дебютний альбом Chapter I: Monarchy. У грудні 2020 року Асплінд оголосив, що залишає гурт через проблеми зі здоров’ям і його замінить басист Корбініан Бенедикт.

## Історія
Гурт Ad Infinitum починався як сольний проєкт вокалістки швейцарського гурту Rage of Light, Меліси Бонні. У листопаді 2018 року вона випустила дебютний сингл «I Am the Storm», записаний з запрошеними музикантами, включаючи колишнього гітариста гурту Delain, Тімо Сомерса, і запустила краудфандингову кампанію, щоб профінансувати виробництво майбутнього альбому. Кампанія була успішною, і протягом 2019 року проєкт перетворився на повноцінний гурт, до складу якого увійшли співачка Меліса Бонні, барабанщик Ніклас Мюллер та гітарист Адріан Тесенвіц з Німеччини, а також басист гурту Follow the Cipher, Джонас Асплінд зі Швеції.
Гурт підписав контракт з лейблом Napalm Records.
31 січня 2020 року гурт оголосив про дату виходу дебютного студійного альбому Chapter I: Monarchy — 3 квітня 2020 року, а також випустив перший сингл з альбому «Marching on Versailles». Виходу альбому передували ще два сингли — «See You in Hell» 28 лютого 2020 року та «Live Before You Die» 27 березня 2020 року.
29 жовтня 2020 року гурт оголосив про дату виходу акустичної версії дебютного альбому, Chapter I Revisited (в цифровому вигляді) — 4 грудня 2020 року, а також представив акустичне виконання головного синглу, «Marching on Versailles».
27 грудня 2020 року гурт опублікував відео на своєму офіційному YouTube-каналі, в якому оголосив, що Джонас Асплінд залишає гурт через проблеми зі здоров’ям, і привітав нового басиста Корбініана Бенедикта. У цьому ж відео новий басист підтвердив, що гурт зараз працює над майбутнім альбомом.
26 серпня 2021 року гурт анонсував оголосив про дату виходу другого студійного альбому Chapter II: Legacy — 29 жовтня 2021 року, а також випустив перший сингл з альбому, «Unstoppable».
У жовтні 2022 року гурт анонсував свій третій студійний альбом Chapter III: Downfall. Він був випущений 31 березня 2023 року. Першим синглом на підтримку альбому був «Upside Down».
У липні 2024 року гурт анонсував свій майбутній четвертий студійний альбом Abyss. Він був випущений 11 жовтня 2024 року.

## Учасники гурту
Поточні
- Мелісса Бонні[en] (Melissa Bonny) — ведучий вокаліст (2018 — теперішній час)
- Адріан Тесенвіц (Adrian Theßenvitz) — гітари (2019 — теперішній час)
- Ніклас Мюллер (Niklas Müller) — ударні (2019 — теперішній час)
- Корбінян Бенедикт (Korbinian Benedict) — бас (2020 — теперішній час)

Колишні члени
- Джонас Асплінд (Jonas Asplind) — бас (2019–2020)

Хронологія

## Дискографія
Студійні альбоми
- Chapter I: Monarchy (2020)
- Chapter II: Legacy (2021)
- Chapter III: Downfall (2023)
- Abyss (2024)

Акустичний альбом
- Chapter I Revisited (2020)

Сингли
- "I Am the Storm" (2018)
- "Marching on Versailles" (2020)
- "See You in Hell" (2020)
- "Live Before You Die" (2020)
- "Fire and Ice" (2020)

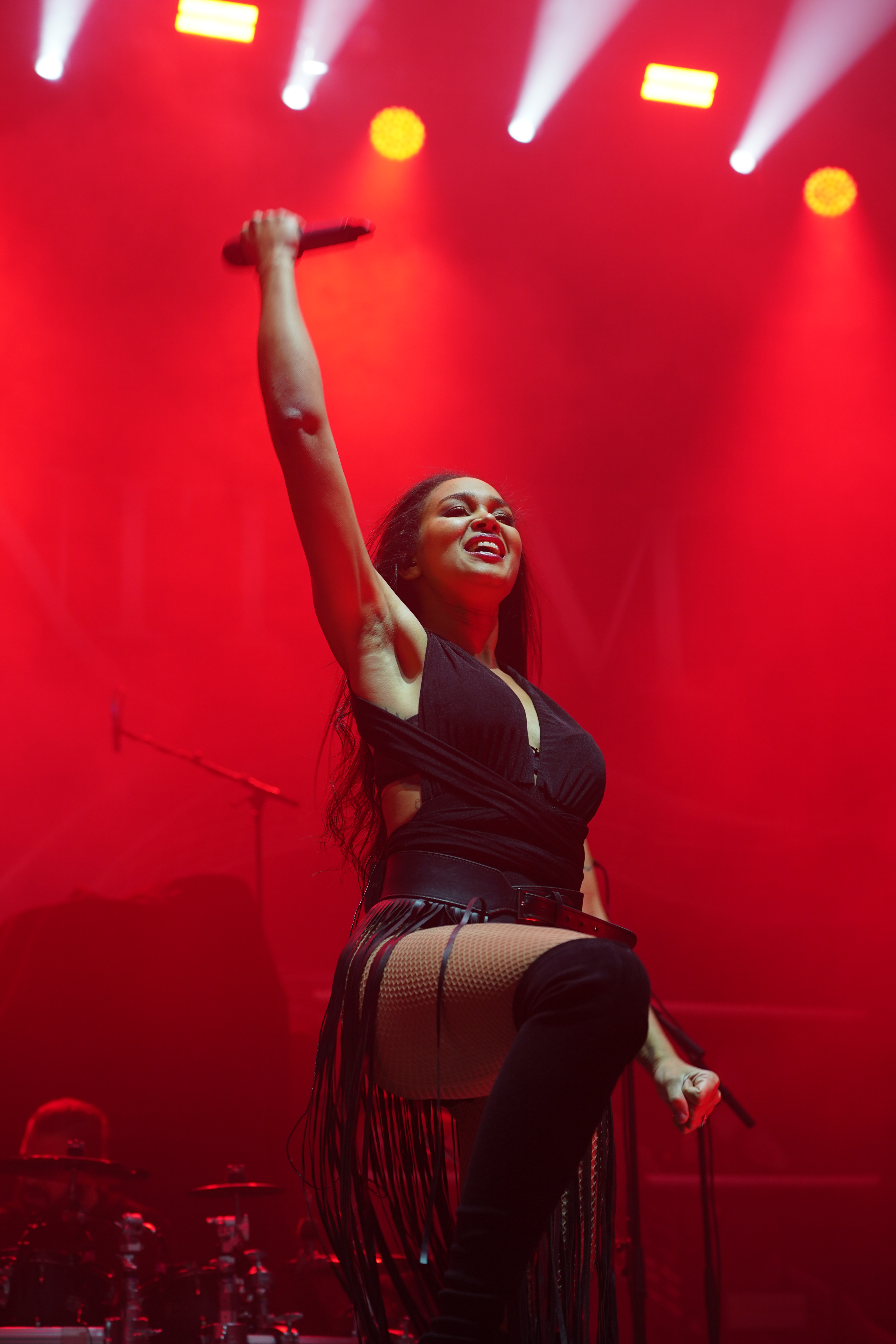
Меліса Бонні з Sänger

- "Marching on Versailles (acoustic)" (2020)
- "Demons (acoustic)" (2020)
- "Unstoppable" (2021)
- "Afterlife feat. Nils Molin" (2021)
- "Animals" (2021)
- "Inferno" (2021)
- "Seth" (2023)
- "Somewhere Better" (2023)
- "Upside Down" (2023)
- "From the Ashes" (2023)
- "Outer Space" (2024)
- "My Halo" (2024)
- "Surrender" (2024)